# Операція «Orbital»
Операція "Orbital", також відома як Об'єднана цільова група Збройних Сил Великої Британії - Україна, — це внесок Збройних Сил Великої Британії у безпеку України в координації з Збройними силами України. Він розпочався у світлі розпалювання росіянами війни на Сході України та анексії Криму після Революції Гідності в Україні та був тимчасово припинений у 2022 році перед повномасштабним вторгненням Росії в Україну. До її призупинення операція успішно навчила понад 22 000 українських військовослужбовців різним навичкам, щоб допомогти їм захистити територіальну цілісність своєї країни. 9 липня 2022 року операцію було передислоковано до Великої Британії, де розпочалася нова, значно масштабніша міжнародна програма підготовки українськіх військових під керівництвом Сполученого Королівства.
4 серпня 2022 року Канада приєдналася до Нової Зеландії та Нідерландів і також відправила контингент для допомоги в навчальній програмі під керівництвом Великої Британії. Уряд Канади надіслав приблизно 225 солдатів, в основному з канадського полку легкої піхоти принцеси Патриції. Контингент Нової Зеландії нараховує близько 29 військовослужбовців, і вони навчають роботі з легкою гаубицею L118, яку надали як Велика Британія, так і Нова Зеландія.